# 菊花乾貝 (潮州菜)
菊花乾貝是一道潮州菜，雖然材料簡單，但手工緊複，也被認為是一道功夫菜，做法是將浸發過的江瑤柱蒸熟後拆成菊花狀，再打上1隻鴿蛋再蒸，最後打獻而成。